# Xã Dean Springs, Quận Crawford, Arkansas
Xã Dean Springs (tiếng Anh: Dean Springs Township) là một xã thuộc quận Crawford, tiểu bang Arkansas, Hoa Kỳ. Năm 2010, dân số của xã này là 2.605 người.